# Yeelen
Pour plus de détails, voir Fiche technique et Distribution.
Yeelen ( « La Lumière ») est un film malien réalisé par Souleymane Cissé, entre 1984 et 1987, et sorti en 1987.

## Synopsis
Yeelen retrace un parcours initiatique à une époque non définie. Un jeune homme, Nianankoro, va recevoir le savoir destiné à lui assurer la maîtrise des forces qui l'entourent, cette connaissance que les Bambaras se transmettent depuis toujours. Le père, Soma, ne supporte pas de voir son fils renier ce pourquoi il vit avec les autres sorciers du désert et décide de le traquer à mort.

## Analyse du film
Selon Souleymane Cissé, « ce film est à la recherche du côté mystérieux de l'homme. Pourquoi en arriver jusqu'à donner la mort à son propre sang ? Voila ce que je voulais montrer. » Expliquant le titre du film, il dit avoir cherché à « raconter les grands mythes de l'humanité avec une "lumière" nouvelle ».
Selon le réalisateur congolais David-Pierre Fila, Yeelen présente tous les éléments de la tragédie sorcellaire : une parole annonciatrice qui déclenche l'histoire, « un individu marqué par le destin » et l'arrivée d'un drame qui transforme les acteurs. Comme une tragédie grecque, ce drame est situé à une époque précise mais son histoire, basée sur des conflits ethniques, est intemporelle.

## Fiche technique
- Réalisation : Souleymane Cissé
- Scénario : Souleymane Cissé
- Producteur : Souleymane Cissé
- Musique : Michel Portal avec la participation de Salif Keïta
- Image: Jean-Noël Ferragut et Jean-Michel Humeau
- Son : Daniel Olivier et Michel Mellier
- Montage : Andrée Davanture, Marie-Christine Miqueau, Jeany Frenck, Seipati Bulane
- Costumes : Kossa Mody Keïta
- Durée : 106 minutes
- Date de sortie : 1987

## Distribution
- Issiaka Kane : Nianankoro
- Niamanto Sanogo : Soma, le père
- Aoua Sangare : Attou, la jeune femme Peul
- Balla Moussa Keïta : Rouma Boll, le roi Peul
- Soumba Traore : Mâh, la mère
- Ismaïla Sarr : Bofing, l'oncle
- Youssouf Ténin Cissé : Le petit garçon

## Nominations et récompenses
- Prix du jury au Festival de Cannes 1987